# チャールズ・シモニー
チャールズ・シモニー（Charles Simonyi、ハンガリー語: シモニ・カーロイ Simonyi Károly [ˈʃimoɲi ˈkɑːroj], 1948年9月10日 - ）は、ハンガリー・ブダペスト生まれのプログラマー。Intentional Software会長兼最高技術責任者。2017年3月時点の純資産は20億ドル。

## 人物・来歴
ハンガリーにコンピュータが数台しかなかった高校生当時、電気工学の教授だった父親のシモニ・カーロイの計らいで、コンピュータ技師の補助の仕事をする機会を得た。最初に取り組んだコンピューターはソビエト連邦製Ural 2。彼は1966年に高校を卒業するまでに自分のコンパイラを完成させた。その経験をもとにコペンハーゲンで職に就き、1968年にデンマークを後にする。アメリカ合衆国にあるカリフォルニア大学バークレー校で数学を専攻し、1972年に理学士号を取得する。
1972年から1980年までパロアルト研究所に勤務し、1974年にバトラー・ランプソンと共に世界初の WYSIWYG ワードプロセッサーBravoを開発する。1977年、博士論文では集団を管理・指導することで大規模なソフトウェア開発を行う手法「メタプログラミング」（「プログラムを作るプログラム」といった手法を指す一般的な用語のメタプログラミングとは無関係である）を提唱し、スタンフォード大学で計算機科学の Ph.D. を取得。1981年に（一説では当時、マイクロソフト社の開発の対象がマイコンの小規模なプログラムから大規模になりつつあったため、メタプログラミングの発想がアピールとなり）マイクロソフト社に転職し、Multiplan, ExcelやWordを開発した。また、変数の命名法の一つであるハンガリアン記法でも有名である。アプリケーション開発責任者やチーフアーキテクトを務め、マイクロソフトリサーチ でインテンショナルプログラミングの研究に従事したのち2002年に退社。同年8月、インテンショナルプログラミングの概念を採用したソフトウェア会社、Intentional Software社を立ち上げる。
慈善活動にも関わり、1995年にオックスフォード大学に寄付し、科学啓蒙のためのチャールズ・シモニー教授職が設置された。2004年1月には5000万米ドルを投じ、科学や芸術活動を支援する財団 Charles Simonyi Fund for Arts and Sciences を設立した。2005年にはプリンストン高等研究所に2500万米ドルの寄付を行った。
また、シモニーは13歳のモスクワ旅行の際パベル・ポポビッチ宇宙飛行士に出会い、以来宇宙旅行を夢見ていた。そして2007年4月7日にロシアの宇宙船ソユーズTMA-10により宇宙へ向かい、国際宇宙ステーション（ISS）での滞在後帰還した。これにより ISS を訪れた5人目の民間宇宙旅行者となった。またハンガリー人としては2人目の宇宙飛行士でもある。さらに2009年3月26日にソユーズTMA-14で2度目の宇宙旅行を行い、2回の宇宙旅行を経験した唯一の人物となった。旅行代金は「1度目は2,500万ドル（約25億円）、2度目は（40%値上がりして）3,500万ドル（約35億円）程度」と語っている。
ヘリコプターの操縦ができる。